# Vriesea plurifolia
Vriesea plurifolia là một loài thuộc chi Vriesea. Đây là loài đặc hữu của Brasil.